# Rio Gongoji
O rio Gongogi é um curso de água que cruza as cidades de Gongogi, Nova Canaã, Iguaí, Itagibá, Dário Meira, Ibicuí e Aurelino Leal no estado da Bahia, desaguando no rio de Contas no município de Ubaitaba. Sua bacia hidrográfica engloba ainda os municípios de Poções e Itapitanga.